# Messerschmitt Me P.1111
De Messerschmitt Me P.1111. is een project voor een jachtvliegtuig ontworpen door de Duitse vliegtuigontwerper Messerschmitt.

## Ontwikkeling
Het Messerschmitt projectbureau startte in januari 1945 aan het Me P.1111 project. Het werd opgestart nadat de Me P.1106 en Me P.1110 felle kritiek hadden ondervonden, met name vanwege de hoge vleugelbelasting. Dit project werd opgezet voor de ontwikkeling van een staartloos jachtvliegtuig. De vleugel zou van een pijlstand van 45 graden worden voorzien en dit resulteerde in een bijna deltavorm. Er waren drie onbeschermde brandstoftanks van in totaal 1.500 lt in iedere vleugel aangebracht. De cockpit werd als drukcabine uitgevoerd en was tevens voorzien van een schietstoel. Er waren twee 30 mm MK108 kanonnen met 100 schoten elk in de rompneus aangebracht. Twee soortgelijke wapens waren in de vleugelwortels aangebracht. Er was grote kritiek op de onbeschermde brandstoftanks waardoor het vliegtuig erg kwetsbaar zou zijn voor vijandelijk vuur. Net als van de Me P.1110 werden de ervaringen van de Me P.1111 gebruikt bij de ontwikkeling van de Me P.1112.
Vooroorlogse ontwerpen:
S 7 ·
S 8 ·
S 9 ·
S 10 ·
S 13 ·
S 14 ·
S 15 ·
S 16 ·
M 17 ·
M 18 ·
M 19 ·
M 20 ·
M 21 ·
M 22 ·
M 23 ·
M 24 ·
M 25 ·
M 26 ·
M 27 ·
M 28 ·
M 29 ·
M 30 ·
M 31 ·
M 33 ·
M 35 ·
M 36 · 
M 37
Ontwerpen 1933-1945:
Bf 108 · 
Bf 109 ·
Bf 109TL ·
Bf 109Z ·
Bf 110 ·
Bf 161 ·
Bf 162 ·
Me 163 · 
Me 209 ·
Me 210 ·
Me 261 ·
Me 262 · 
Me 263 ·
Me 264 · 
Me 265 · 
Me 290 · 
Me 309 ·
Me 309Z ·
Me 321 · 
Me 323 · 
Me 328 · 
Me 334 ·
Me 410 · 
Me 509 · 
Projecten tot 1945:
P.1051 ·
P.1062 ·
P.1065 ·
P.1070 ·
P.1073 ·
P.1092 ·
P.1095 ·
P.1099 ·
P.1100 ·
P.1101 ·
P.1102 ·
P.1103 ·
P.1104 ·
P.1106 ·
P.1107 ·
P.1108 ·
P.1109 ·
P.1110 ·
P.1111 ·
P.1112
Libelle ·
Schwalbe ·
Wespe ·
P.08.01 ·
Zerstörer Project II
Overig:
C-44